# Ангола на летних Олимпийских играх 2024
Ангола принимала участие в Летних Олимпийских играх 2024 года в Париже (Франция) в одиннадцатый раз за свою историю, но не завоевала ни одной медали. Сборную страны представляли 24 спортсмена (8 мужчин и 16 женщин), участвовавших в 7 соревнованиях: академической гребле, гандболу, гребле на байдарках и каноэ, парусному спорту, дзюдо, лёгкой атлетике и плаванию.

## Предыстория

### Урегулирование санкций WADA
В феврале 2024 года Олимпийский комитет Анголы столкнулся с угрозой санкций со стороны Всемирного антидопингового агентства (WADA) из-за несоблюдения антидопинговых норм. В случае сохранения несоответствия требованиям WADA сборной Анголы мог быть запрещён показ национальной символики на Олимпийских играх. Ситуация была разрешена 5 июля 2024 года, когда WADA подтвердило соответствие Анголы установленным стандартам. Это решение было принято за три недели до начала Олимпиады, что позволило стране участвовать в Играх под своим флагом.

## Квалификация
| № п/п | Вид спорта                  | Мужчины        | Мужчины                | Женщины        | Женщины                | Всего          | Всего                  |
| № п/п | Вид спорта                  | Завоевано квот | Количество спортсменов | Завоевано квот | Количество спортсменов | Завоевано квот | Количество спортсменов |
| ----- | --------------------------- | -------------- | ---------------------- | -------------- | ---------------------- | -------------- | ---------------------- |
| 1     | Академическая гребля        | 1              | 1                      |                |                        | 1              | 1                      |
| 2     | Гандбол                     |                |                        | 1              | 14                     | 1              | 14                     |
| 3     | Гребля на байдарках и каноэ | 1              | 2                      |                |                        | 1              | 2                      |
| 4     | Парусный спорт              | 1              | 2                      |                | 1                      | 2              | 3                      |
|       | ИТОГО                       | 3              | 5                      | 1              | 15                     | 5              | 20                     |

## Медали
| Медаль | Спортсмен(ы) | Вид спорта | Дисциплина | Дата |
| ------ | ------------ | ---------- | ---------- | ---- |

| Вид спорта | 1 | 2 | 3 | Всего |

| Медали по датам | Медали по датам | Медали по датам | Медали по датам | Медали по датам | Медали по датам |
| --------------- | --------------- | --------------- | --------------- | --------------- | --------------- |
| Дата            | 1               | 2               | 3               | Всего           |                 |

## Состав команды
Академическая гребля
1. Квота1

 Гандбол
1. Квота1
2. Квота2
3. Квота3
4. Квота4
5. Квота5
6. Квота6
7. Квота7
8. Квота8
9. Квота9
10. Квота10
11. Квота11
12. Квота12
13. Квота13
14. Квота14

Гребля на байдарках и каноэ
 Гребля на гладкой воде
1. Квота1
2. Квота2

 Парусный спорт
1. Квота1
2. Квота2
3. Квота1

## Академическая гребля
Ангола завоевала одно место в соревнованиях по академической гребле на Африканской квалификационной регате 2023 года в Тунисе.
| Спортсмен | Дисциплина       | Заезд | Заезд | Утеш. заезд | Утеш. заезд | Полуфиналы | Полуфиналы | Финалы | Финалы |
| Спортсмен | Дисциплина       | Время | Место | Время       | Место       | Время      | Место      | Время  | Место  |
| --------- | ---------------- | ----- | ----- | ----------- | ----------- | ---------- | ---------- | ------ | ------ |
|           | Мужчины одиночки |       |       |             |             |            |            |        |        |

Легенда: FA=Финал А (медали); FB=Финал В; FC=Финал С; FD=Финал D; FE=Финал E; FF=Финал F; SA/B=Полуфиналы A/B; SC/D=Полуфиналы C/D; SE/F=Полуфиналы E/F; QF=Четвертьфиналы; R=Утешительные заезды

## Гандбол
Женская сборная Анголы по гандболу получила право участвовать в олимпийском турнире, выиграв Африканский квалификационный турнир 2023 года в Луанде, Ангола.
| Команда | Соревнование   | Групповая стадия | Групповая стадия | Групповая стадия | Групповая стадия | Четвертьфиналы | Полуфиналы    | Финал / Матч за 3 место | Финал / Матч за 3 место |
| Команда | Соревнование   | Соперник Счёт    | Соперник Счёт    | Соперник Счёт    | Место            | Соперник Счёт  | Соперник Счёт | Соперник Счёт           | Место                   |
| ------- | -------------- | ---------------- | ---------------- | ---------------- | ---------------- | -------------- | ------------- | ----------------------- | ----------------------- |
| Ангола  | Женский турнир |                  |                  |                  |                  |                |               |                         |                         |

### Женский турнир
Состав команды
- Команда из 14 игроков

## Гребля на байдарках и каноэ

### Гладкая вода
Ангола завоевала право выставить одну лодку в соревнованиях по гребле на байдарках и каноэ на гладкой воде по результатам Африканской квалификационной регаты 2023 года в Абудже, Нигерия.
Мужчины
| Спортсмен | Дисциплина    | Заезды | Заезды | Четвертьфиналы | Четвертьфиналы | Полуфиналы | Полуфиналы | Финалы | Финалы |
| Спортсмен | Дисциплина    | Время  | Место  | Время          | Место          | Время      | Место      | Время  | Место  |
| --------- | ------------- | ------ | ------ | -------------- | -------------- | ---------- | ---------- | ------ | ------ |
|           | Каноэ-2 500 м |        |        |                |                |            |            |        |        |

## Парусный спорт
Ангола завоевала право выставить по одной лодке (яхте) в нижеследующих классах судов по результатам Африканской континентальной регаты 2023 года в Сома-Бей, Египет и Чемпионата мира в классе 470 2024 года в Пальма-де-Мальорка, Испания.
Медальные гонки
| Спортсмен | Дисциплина     | Гонка | Гонка | Гонка | Гонка | Гонка | Гонка | Гонка | Гонка | Гонка | Гонка | Гонка | Гонка | Гонка | Гонка | Гонка | Гонка | Баллы | Место |
| Спортсмен | Дисциплина     | 1     | 2     | 3     | 4     | 5     | 6     | 7     | 8     | 9     | 10    | 11    | 12    | 13    | 14    | 15    | M*    | Баллы | Место |
| --------- | -------------- | ----- | ----- | ----- | ----- | ----- | ----- | ----- | ----- | ----- | ----- | ----- | ----- | ----- | ----- | ----- | ----- | ----- | ----- |
|           | Мужчины ILCA 7 |       |       |       |       |       |       |       |       |       |       | —     | —     | —     | —     | —     |       |       |       |
|           | Микст 470      |       |       |       |       |       |       |       |       |       |       |       | —     | —     | —     | —     |       |       |       |

M = Медальная гонка; EL = Выбыл – не участвовал в медальной гонке